# Костел Святого Антонія (Бараші)
Костел Святого Антонія у Бараші — костел у селі Бараші, колишній храм РКЦ Барашівської парафії.

## Історія
Костел побудований у 1795 році в центрі села поміщиком, скарбником волинським Юзефом Урбановським (пол. Jozef Urbańowski h. Nieczuja) за власні кошти. Спочатку будова була з дерев'яного брусу, розміри периметру 8 м на 14 м. У 1900 році дерев'яну будову обшили ззовні і всередині струганими дошками і пофарбували в синій колір. Костел був покритий бляхою і мав один конус, який закінчувався залізним хрестом.
Богослужіння в костелі відбувалися під супровід органної музики. Одним з органістів був місцевий мешканець, який після смерті похований на Барашівському римо-католицькому цвинтарі.
У 1888 році костел поміняв свій статус і значився як каплиця Пулинського парафіяльного костелу Св. Яна Непомуцена. Станом на 1888 рік у Барашівській парафії було 1260 душ обох статей.
Метричні книги зберігаються в Державному архіві Житомирської області лише за 1911—1917 роки. Інформація щодо інших метричних книг відсутня. В зазначений період у костелі обряди хрещення новонароджених дітей, вінчання шлюбних пар і погребіння усопших виконували:
- ксьондз Станіслав Бартошевич,
- ксьондз Болеслав Статкевич,
- ксьондз Телесфор Ковчинський.

7 травня 1917 року ксьондз Болеслав Статкевич передав згідно опису все майно каплиці ксьондзу Телесфору Ковчинському.

## Інтер'єр храму
Усередині костелу було дві ризниці і три вівтарі. Великий вівтар знаходився посередині парадної частини костелу. На ньому розташовувався табернакулюм подвійний (шафка). Внизу було дві ікони: Матері Божої Непорочного Зачаття і Матері Божої Рожанцевої. З правого боку знаходився малий вівтар. На ньому був малий табернакулюм і дві ікони Матері Божої Постійного Заступництва та Матері Божої Ангельської. Зверху було розп'яття Ісуса Христа на червоній матерії. По лівому боці знаходився також малий вівтар. На ньому в ніші знаходилася статуя Св. Антонія, яка закривалася іконою Івана Хрестителя. Зверху була ікона Св. Петра в кайданах. По лівому боці біля дверей в ризниці знаходився амвон з малою драбиною. В костелі було дев'ять лавок у два ряди і дві сповідальниці.

## Двір храму
Біля костелу знаходилася дзвіниця із чотирма дзвонами.
Перед костелом на пустому плацу для стоянки гужового транспорту знаходився будинок для прислуги костелу з п'ятьма кімнатами, дах покритий черепицею. Поруч із будинком для прислуги знаходилися хлів і криниця.
З іншого боку костелу знаходився будинок для священиків, побудований в 1905 році. В ньому було п'ять кімнат, кухня та кімната для прислуги. Дах покритий бляхою. Поруч знаходилася криниця.
Між костелом і будинком для священиків була альтанка, обсаджена диким виноградом. Поруч із будинком знаходилася нова конюшня і лідник, покриті черепицею.
З північного боку будинку розташовувалася костельна земля (8 десятин) під сінокіс та городину. 

## Парафія
До складу Барашівської парафії входили населені пункти:
- Анжеліне, Антонівка, Баранівка, Бастова Рудня, Бобрицька Болярка,
- Верендорф, Вікторівка, Грінджівка, Козині Ліски, Киселівка, Кутузівка,
- Лашня[1], Микулинці, Михайлівка, Нехворощ, Олександрівка,
- Павлівка, Поліянівка, Рудокопи, Сербинівка, Ставки, Стара Рудня,
- Теснівка, Ушичне, Хотози, Царів Бір, Янівка.

## Цікаві факти
У 1903 році дворянин Франц Феліксович Голавський, мешканець слободи Нехворощ Барашівської волості Житомирського повіту пожертвував на користь Барашівської римо-католицької каплиці власну земельну ділянку розміром 5 десятин і 1200 квадратних сажень. Дарована ділянка знаходилася в Барашах і оцінена самим Голавським вартістю у 2000 рублів.
Після поразки Польщі в Польсько-радянській війні 1920 року, один із ксьондзів костелу разом з послушницею виїхали до Польщі. Можливо саме в той час були вивезені метричні книги костелу. Під час радянської влади костел переобладнаний на районний будинок культури і так існував до 1990-х років. У 1928 році розроблений проект перебудови каплиці. Але в силу історичних обставин цей проект так і залишився на папері.
Костел знаходився в центрі села на території древнього городища Замчища XII-XIII століття. 
У 1935 році зруйнований комсомольцями.

## Сьогодення
Нині польська громада села викупила за власні кошти будинок, колишню швейну майстерню, в якому облаштовують каплицю для відродження костелу.